# Las Cruces, Tezontepec de Aldama
Las Cruces är en ort i Mexiko.   Den ligger i kommunen Tezontepec de Aldama och delstaten Hidalgo, i den sydöstra delen av landet, 80 km norr om huvudstaden Mexico City. Las Cruces ligger 2 028 meter över havet och antalet invånare är 163.
Terrängen runt Las Cruces är platt söderut, men norrut är den kuperad. Terrängen runt Las Cruces sluttar norrut. Runt Las Cruces är det tätbefolkat, med 297 invånare per kvadratkilometer. Närmaste större samhälle är Tula de Allende, 16,7 km sydväst om Las Cruces. Omgivningarna runt Las Cruces är en mosaik av jordbruksmark och naturlig växtlighet.